# Egipto, tras las huellas de los faraones
Egipto, tras las huellas de los faraones (título original en francés: À la recherche de l’Égypte oubliée, tdl. ‘En busca del Egipto olvidado’) es una monografía ilustrada sobre la historia del redescubrimiento del antiguo Egipto y de la egiptología. La obra es el primer volumen de la colección enciclopédica «Aguilar Universal», escrita por el egiptólogo francés Jean Vercoutter, y publicada por la editorial madrileña Aguilar en 1989.
La edición original en francés fue publicada por la editorial parisina Éditions Gallimard en 1986, la obra que inauguró su colección «Découvertes Gallimard». Una nueva edición homónima, pero con portada distinta, para España e Hispanoamérica, salió en 1997, editada por la editorial barcelonesa Ediciones B, y publicada como el 4.º volumen en su colección «Biblioteca de bolsillo CLAVES».

## Introducción

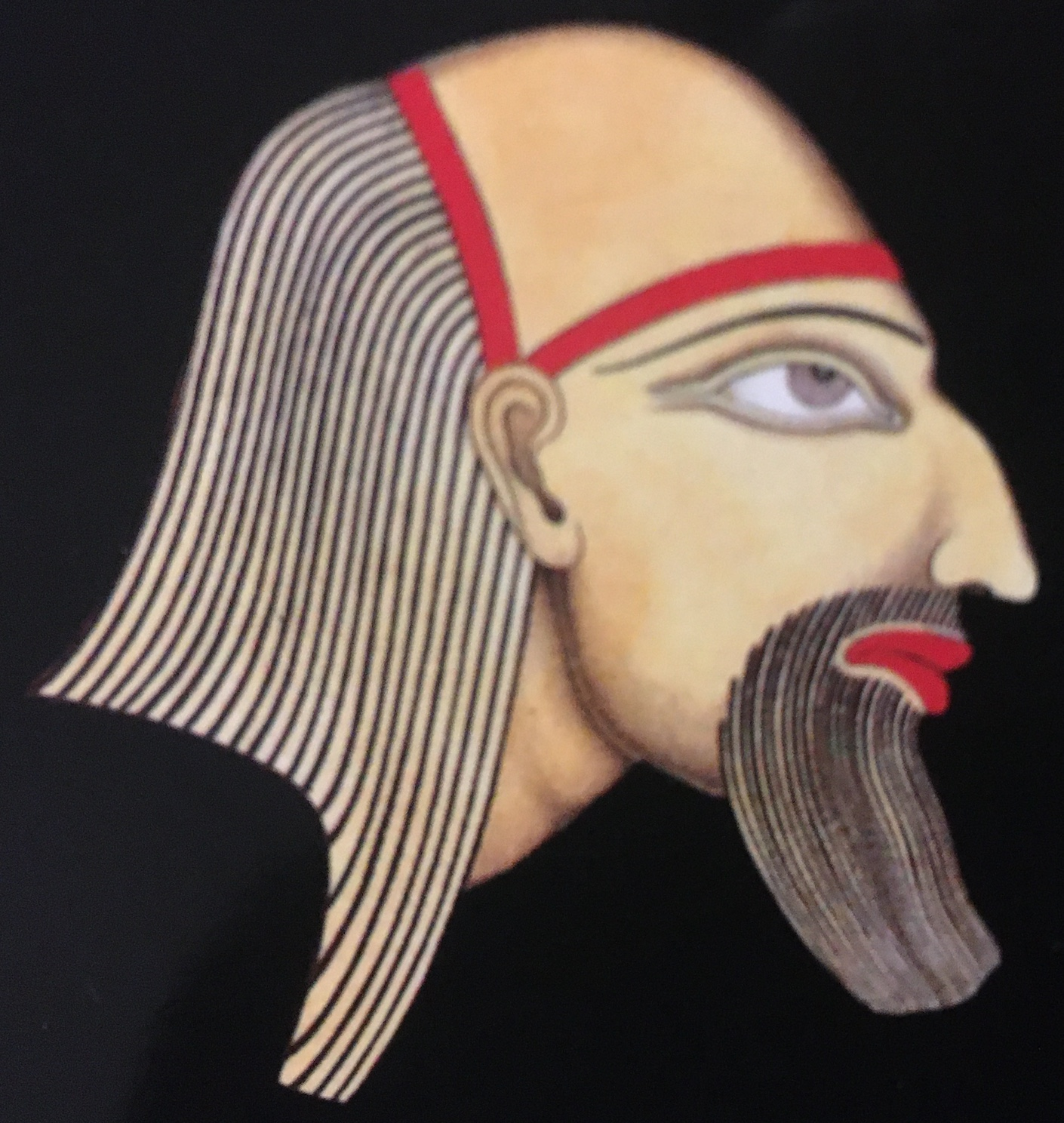
Ilustración de Monuments de l’Égypte et de la Nubie por Jean-François Champollion, reproducida en la contraportada.

Esta obra en formato de bolsillo (125 × 178 mm) forma parte de la serie Archéologie de la colección «Découvertes Gallimard», es decir, nos interesa aquí el redescubrimiento del Egipto faraónico, desde la época grecorromana hasta el siglo XX; y la historia de la egiptología, su nacimiento y su desarrollo, pero no se trata de la historia del antiguo Egipto.
Según la tradición de «Découvertes», esta colección se basa en una abundante documentación iconográfica y una forma de dialogar entre la iconografía documental y el texto, enriquecida por la impresión sobre papel cuché. En otras palabras, «monografías auténticas, editadas como libros de arte». Es casi como una «novela gráfica», llena de láminas a color.
Objetivamente no dirigida a especialistas en la materia, la obra del egiptólogo de Lille revela los grandes momentos de los descubrimientos arqueológicos en Egipto y los nombres que siempre han estado vinculados a los descubrimientos más espectaculares: Mariette, Maspero, Carter, Montet...
La obra es una de las cinco más vendidas de «Découvertes», editada en doscientos treinta mil ejemplares y que habría vendido más de quinientos mil copias en el mundo hasta 2001. Ha sido traducida en más de veinte idiomas, y republicada varias veces. La edición reeditada se somete a un programa de adelgazamiento, de 224 páginas en 1986 a 160 páginas en 2007. En 2012 se lanzó una edición digital para iPad y una versión enriquecida.

## Contenido
Un mundo de piedras. Piedras de las pirámides, piedras de los templos, piedras de las estatuas. Cubiertas por la arena, hundidas, olvidadas. Un mundo de signos. Signos grabados, signos pintados. Misteriosos, incomprendidos. Un mundo que va a resucitar bajo la mirada, el lápiz, el palustre de los viajeros, de los aventureros, de los eruditos, de los arqueólogos. Un mundo que va a desvelar al fin sus secretos, en 1822, gracias a Jean-François Champollion.
Egipto, tras las huellas de los faraones por Jean Vercoutter

El libro se abre con un «tráiler» (pré-générique, pp. 1–9), es decir, una serie de ilustraciones a página completa o doble página, acompañadas de textos, realizadas por Dominique Thibault, basadas en relieves pintados del antiguo Egipto, como el relieve representando a Ramsés III en la tumba de su hijo Amenherjepeshef (p. 9), entre otros. El cuerpo de texto está dividido en siete capítulos:
- Capítulo primero: «La desaparición del Egipto de los faraones» (La disparition de l’Égypte des Pharaons, pp. 13–17);
- Capítulo segundo: «Los viajeros de la antigüedad» (Les voyageurs de l’Antiquité, pp. 19–27);
- Capítulo tercero: «Cruzados, monjes y curiosos por el curso del Nilo» (Croisés, moines et curieux au fil du Nil, pp. 29–51);
- Capítulo cuarto: «Aventureros y ladrones» (Aventuriers et voleurs, pp. 53–85);
- Capítulo quinto: «La era de los eruditos» (L’Ère des savants, pp. 87–99);
- Capítulo sexto: «Los arqueólogos acuden en ayuda de Egipto» (Les archéologues au secours de l’Égypte, pp. 101–111);
- Capítulo séptimo: «Egipto recobrado» (L’Égypte retrouvée, pp. 113–127);
- Página desplegable: «Mapa del Nilo» dibujado por Dominique Thibault (Carte d’Égypte, p. 128).

La segunda parte del libro, los «testimonios y documentos» (pp. 129–197), contiene una recopilación de extractos dividida en dieciséis partes:
| Primera edición francesa                                                     | Edición castellana                                 |
| ---------------------------------------------------------------------------- | -------------------------------------------------- |
| 1, La campagne d’Égypte (pp. 130–137)                                        | 1, La campaña de Egipto (pp. 130–137)              |
| 2, La Description de l’Égypte (pp. 138–141)                                  | 2, La descripción de Egipto (pp. 138–141)          |
| 3, Le style « retour d’Égypte » (pp. 142–143)                                | —                                                  |
| 4, Le long voyage des obélisques (pp. 144–149)                               | 3, El largo viaje de los obeliscos (pp. 142–147)   |
| 5, L’inauguration du Canal de Suez (pp. 150–151)                             | 4, La inauguración del canal de Suez (pp. 148–149) |
| 6, Le voyage en Orient (pp. 152–157)                                         | 5, El viaje a Oriente (pp. 150–155)                |
| 7, Des Américains à l’assaut des pyramides (pp. 158–159)                     | 6, Americanos en las pirámides (pp. 156–157)       |
| 8, Un officier de marine à Philæ (pp. 160–161)                               | 7, Un oficial de marina en Filé (pp. 158–159)      |
| 9, Le Sérapéum de Memphis (pp. 162–165)                                      | 8, El Serapeum de Menfis (pp. 160–163)             |
| 10, La résurrection de Karnak (pp. 166–171)                                  | 9, La resurrección de Karnak (pp. 164–169)         |
| 11, La renaissance de Philæ (pp. 172–173)                                    | 10, El renacimiento de Filé (pp. 170–171)          |
| 12, Le sauvetage d’Abou Simbel (pp. 174–181)                                 | 11, El salvamento de Abu Simbel (pp. 172–179)      |
| 13, Histoires de pillages... (pp. 182–185)                                   | 12, Historias de saqueos (pp. 180–183)             |
| 14, L’Égyptologie aujourd’hui (pp. 186–187)                                  | 13, La egiptología en la actualidad (pp. 184–185)  |
| 15, La journée d’un archéologue (pp. 188–189)                                | 14, La jornada de un arqueólogo (pp. 186–187)      |
| 16, La nouvelle vie de Ramsès II (pp. 190–193)                               | 15, La nueva vida de Ramsés II (pp. 188–191)       |
| 17, Les mystères des pyramides (pp. 194–199)                                 | —                                                  |
| 18, Sur la piste de Chéops (pp. 200–205)                                     | 16, Tras la pista de Keops (pp. 192–197)           |
| 19, L’Égypte au musée du Louvre (pp. 206–213)                                | —                                                  |
| Les grandes divisions chronologiques de l’histoire de l’Égypte (pp. 214–216) | Cronología (pp. 198–200)                           |
| Table des illustrations (pp. 217–220)                                        | Índice de ilustraciones (pp. 201–204)              |
| Index (pp. 221–222)                                                          | Índice alfabético (pp. 205–207)                    |
| Remerciements/Crédits photographiques (p. 223)                               | Procedencia de las ilustraciones (p. 207)          |
| Table des matières (p. 224)                                                  | Índice de materias (p. 208)                        |

## Recepción
El sitio web Babelio otorga al libro una calificación promedio de 3.56 sobre 5, basada en 24 calificaciones. En el sitio web Goodreads, el libro obtiene un promedio de 3.82/5 basado en 126 calificaciones, lo que indica «opiniones generalmente positivas».
El egiptólogo portugués Luís Manuel de Araújo escribió en la revista académica Cadmo (n.º 3): «Un libro bien diseñado, con excelente texto y una gran cantidad de hermosas ilustraciones. [...] Este bello volumen es valorado por la excelente selección de imágenes que profusamente acompaña al texto, algunas de las ilustraciones pertenecen a obras clásicas del amanecer de la egiptología, como la Description de l’Égypte, Denkmäler aus Aegypten und Aethiopien de Lepsius, Egypt and Nubia de David Roberts, entre otros.»
En la revista académica História: Questões & Debates (n.º 38), Johnni Langer escribió en su reseña Os mistérios do Egito antigo: «El recién lanzamiento Em busca do Egito esquecido (edición brasileña de Egipto, tras las huellas de los faraones) es un hecho digno de celebrarse. Tanto por el prodigioso conocimiento del autor Jean Vercoutter, como por la calidad gráfica de la obra.»
El egiptólogo ruso Víctor Sólkin piensa que «el libro es lacónico, repleto de datos interesantes e ilustraciones maravillosas, a veces imágenes muy excepcionales. [...] En general, tenemos ante nosotros una guía en “miniatura” de la historia de la arqueología egipcia, que presentará todo el panorama de la interacción cultural entre el país de las pirámides y Europa al lector que no esté familiarizado con Egipto.»